# Роганське
Рога́нське —  село Андріївської сільської громади Краматорського району Донецької області, України. Населення становить 206 осіб.

## Географія
Селом протікає річка Бичок, притока р. Казенний Торець.

## Населення

### Мова
Розподіл населення за рідною мовою за даними перепису 2001 року:
| Мова       | Кількість | Відсоток |
| ---------- | --------- | -------- |
| українська | 193       | 93.69%   |
| російська  | 13        | 6.31%    |
| Усього     | 206       | 100%     |

## Транспорт
Селом проходить автошлях місцевого значення:
- С051404 Роганське — Сергіївка (5,7 км; з'єднання з Т 0514)